# Friedenskirche (Charlottenburg)

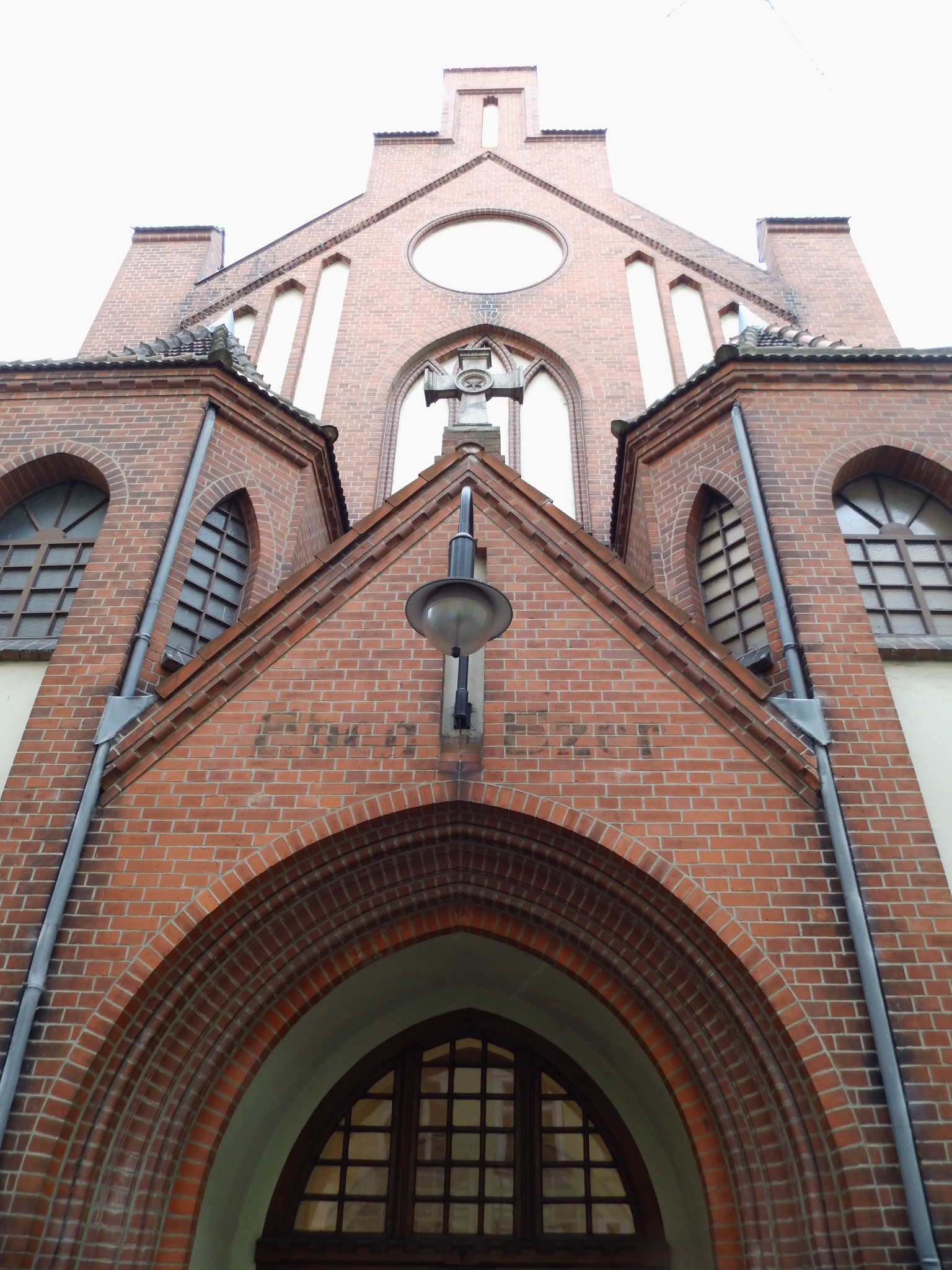
Eingangsportal der baptistischen Friedenskirche in Berlin-Charlottenburg

Die Friedenskirche im Berliner Ortsteil Charlottenburg ist das Gemeindezentrum der Evangelisch-Freikirchlichen Baptistengemeinde Charlottenburg. Sie hat seit ihrer Fertigstellung verschiedenen Glaubensrichtungen als Gebetshaus gedient, steht unter Denkmalschutz und wird gegenwärtig als Pfarrkirche genutzt.

## Baugeschichte

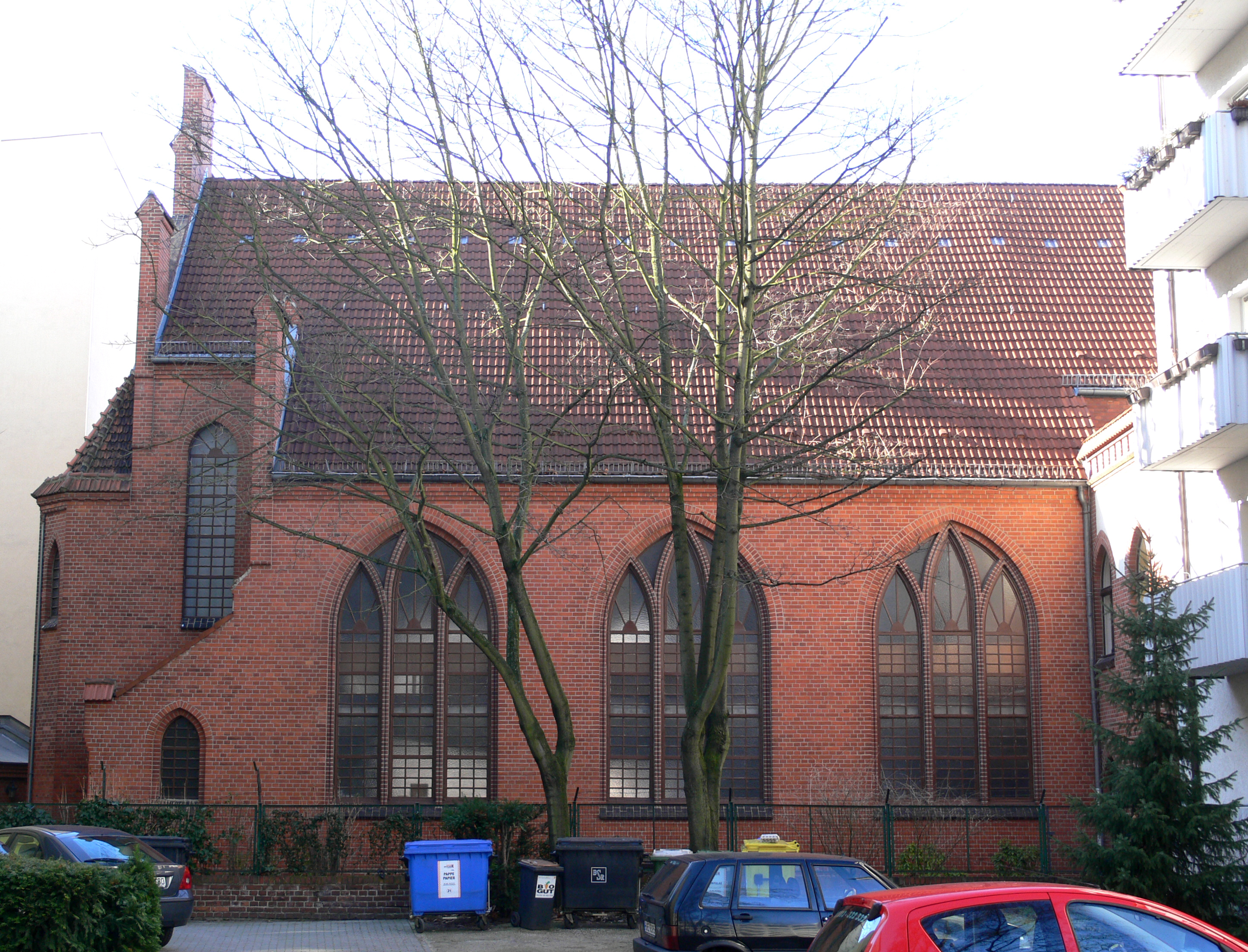
Seitenansicht der Friedenskirche von der Richard-Wagner-Straße

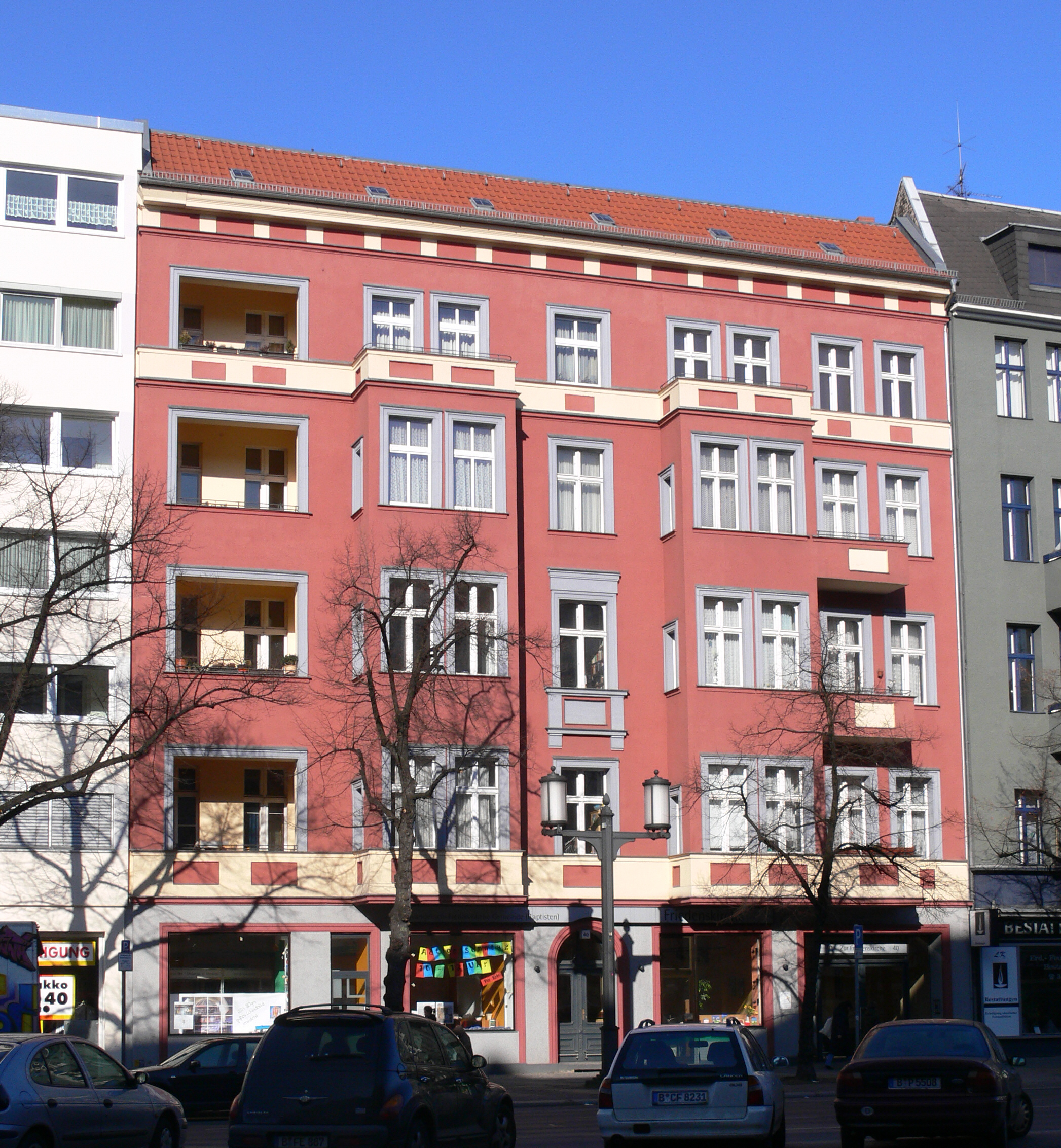
Von der Straße aus ist die dahinterliegende Kirche nicht zu erkennen: Das Vorderhaus der Friedenskirche

Zwischen 1897 und 1898 wurde die heutige Friedenskirche als katholisch-apostolische Eben-Ezer-Kapelle nach einem Entwurf des Architekten Carl Moritz im Stil der Backsteingotik erbaut. Von 1908 bis 1918 wurde sie als Synagoge genutzt, danach als Kirche einer Pfingstgemeinde.
Die seit 1898 bestehende Baptistengemeinde erwarb 1920 die Kirche samt Grundstück und ließ sie nach ihrer Vorstellung umgestalten. Am 2. Oktober 1921 wurde die Kirche neu eingeweiht. Nach starken Beschädigungen gegen Ende des Zweiten Weltkriegs 1944 wurde die Kirche von 1946 bis 1949 wiederaufgebaut. In den folgenden Jahrzehnten erfolgten zahlreiche Umbauten, um den jeweiligen Anforderungen des Gemeindelebens gerecht zu werden.
Neben dem Kirchengebäude gehört auch ein Wohnhaus aus dem gleichen Baujahr (1898) zum Gebäudebestand auf dem Grundstück. Wesentliche Maßnahmen zur Sanierung des Wohnhauses und eine Neugestaltung der Außenanlagen wurden im Jahr 2002 durchgeführt.
Heute gehören ca. 130 Mitglieder zur Gemeinde der Friedenskirche.

## Lage
Die Kirche befindet sich in der Bismarckstraße 40 an der B5, der Ost-West-Achse durch Berlin, hinter einem Wohnhaus in einem Hinterhof gelegen, weshalb sie auch als Hinterhofkirche bezeichnet wird. Die Größe des Gemeindegrundstücks beträgt rund 50 m × 20 m. Die Ostseite der Kirche ist über eine Baulücke in der Richard-Wagner-Straße 6 sichtbar, ihre Westfront über die Hinterhöfe der Grundstücke Wilmersdorfer Straße 142 und 143/144.

## Ausstattung

### Predigtraum
In einer Baptistenkirche gibt es keinen Altar, der Pastor führt seinen Gottesdienst in einem zivilen Anzug durch und spricht zu den Gemeindemitgliedern häufig in freier Rede. Im Altarraum ist ein hölzernes Podium eingebaut, das in zwei Ebenen unterteilt ist. Die untere Ebene ist um eine Stufe, die obere um drei Stufen erhöht. Die polygonale Altarwand in der Apsis ist mit dreiteiligen, einem 80 m2 modernen Gemälde gestaltet, das von dem ehemaligen Pastoren und Künstler Helmut Kissel im Jahr 2009 geschaffen wurde. Es zeigt im Mittelfeld, wie Jesus in Analogie zum Einzug in Jerusalem auf einem Esel durch das Brandenburger Tor reitet und es ins Wanken bringt. Die zentrale Darstellung wird von charakteristischen Motiven der Berliner Innenstadt flankiert. Vor dem Gemälde ist das weiß geflieste Baptisterium im Bühnenaufbau eingelassen, das verschlossen werden kann. Es ist querrechteckig und wird von vorne über einige Stufen betreten und nach hinten durch einen Treppenaufgang, der durch eine Tür verdeckt wird, wieder verlassen. Alle Ausstattungsstücke wie das große Holzkreuz, das schlichte Pult und die weißen Stühle sind beweglich, sodass der Raum vielfältig nutzbar ist.
Als Teil der Liturgie findet ein gemeinsames Kaffeetrinken statt, bei dem sich die Anwesenden über ihre Alltagsprobleme austauschen können.

### Empore
Aus der Zeit der Synagogennutzung stammt die Empore, die für weibliche Gemeindemitglieder eingebaut wurde. Sie ruht auf viereckigen Holzpfosten und hat eine weiß gefasste Brüstung mit kassettierten Füllungen. Auf ihr befindet sich die Orgel.

### Orgel

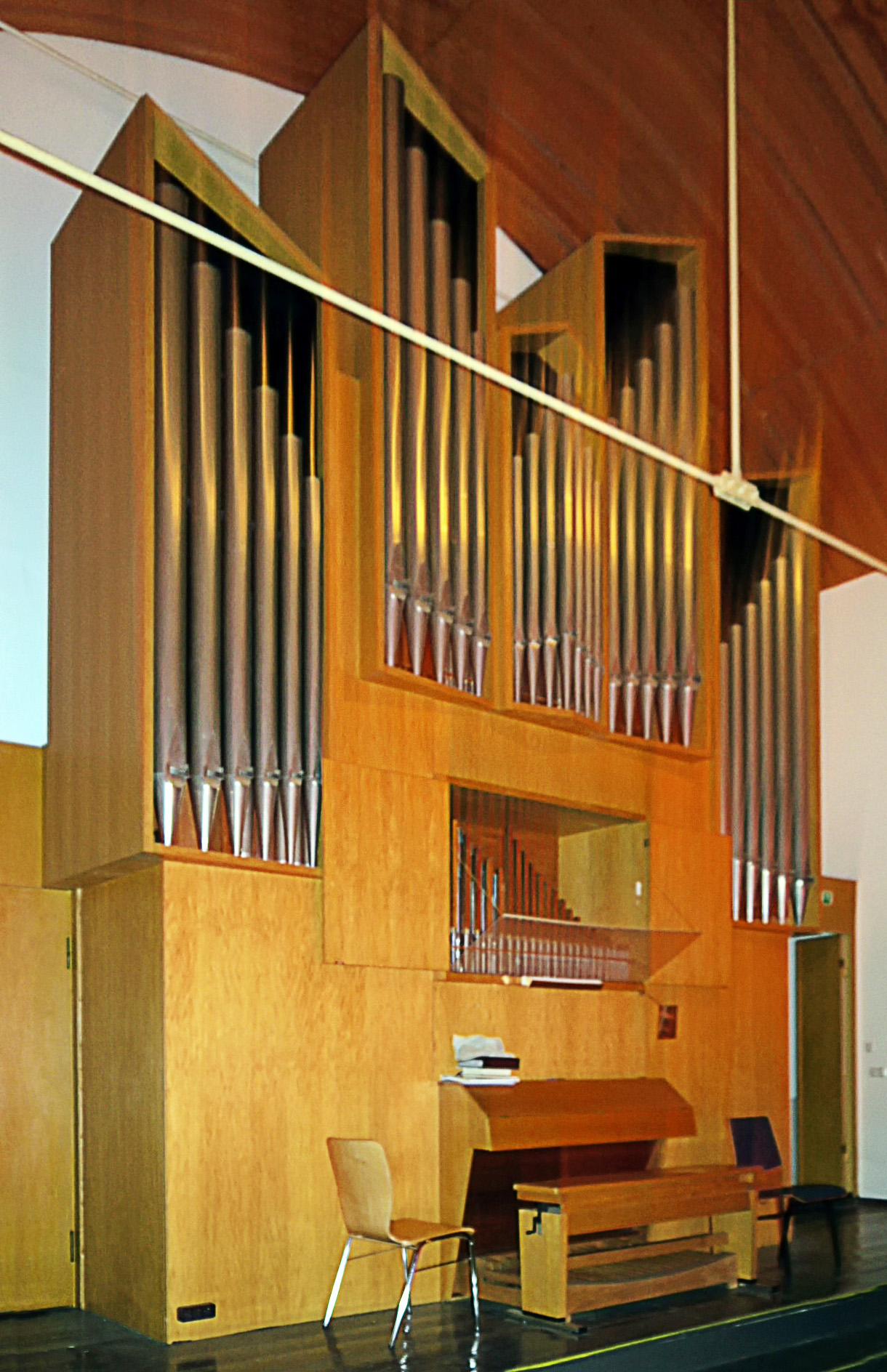
Orgel

Die Orgel wurde 1974 von Karl Lötzerich erbaut. Das Instrument verfügt über 16 Register auf zwei Manualen und Pedal. Sie hat eine mechanische Tontraktur mit Schleifladen und eine elektrische Registertraktur. Der flache Prospekt wird aus fünf trapezförmigen Feldern gebildet. Die Disposition lautet wie folgt:
| I Hauptwerk C–g3 |       |
| Prinzipal        | 8′    |
| Koppelflöte      | 8′    |
| Oktave           | 4′    |
| Rohrflöte        | 4′    |
| Waldflöte        | 2′    |
| Mixtur III–IV    | 1 ⁄3′ |

| II Brustwerk C–g3 |        |
| Gedackt           | 8′     |
| Spitzflöte        | 4′     |
| Quinte            | 2 ⁄3′  |
| Prinzipal         | 2′     |
| Terz              | 1 3⁄5′ |
| Quinte            | 1 ⁄3′  |
| Krummhorn         | 8′     |

| Pedal C–f1      |     |
| Subbass         | 16′ |
| Flötenprinzipal | 8′  |
| Choralbaß       | 4′  |

- Koppeln: II/I, I/P, II/P
- Spielhilfen: 2 freie Kombinationen

### Glocken
Vom 1932 gegossenen Vorkriegsgeläut hat sich eine Glocke erhalten, die zu Beginn der 1950er Jahre in die Evangelische Kirche Treschklingen kam.